# Phasenstruktur
Der Begriff Phasenstruktur dient in der Sportwissenschaft zur Beschreibung und diagnostischen Beurteilung einzelner Abschnitte eines Bewegungsablaufes.
Zu unterscheiden ist die Phasenstruktur der beiden grundsätzlich möglichen Formen eines Bewegungsablaufes:

## Zyklische Bewegung
Hier wiederholen sich gleichartige Teilbewegungen (z. B. Laufen, Schwimmen). Der Bewegungsablauf lässt sich dabei grob in zwei Abschnitte einteilen. Der wichtigste Abschnitt (bei Laufen Auf- und Abtritt) wird dabei als Hauptphase bezeichnet. Die Zwischenphase liegt zwischen zwei Hauptphasen.

## Azyklische Bewegung
Hierbei erreicht der Sportler sein Ziel durch eine einmalige Bewegung (z. B. Werfen, Bruchtest beim Kampfsport). Die Reihenfolge der einzelnen Bewegungsabschnitte ist dabei nicht umkehrbar. Die Bewegung gliedert sich in drei Phasen, die „Vorbereitungs-, Haupt- und Endphase“. Jeder Bewegungsabschnitt ist für den Gesamtablauf notwendig. In der Hauptphase wird das eigentliche Ziel erreicht.
Beispiel: Eine vorangehende Dehnung des Muskels kann zu einer höheren Muskelspannung führen, sodass sich die Anfangsbeschleunigung der Bewegung erhöht: Beim Werfen beugt also der Sportler in der Vorbereitungsphase den gesamten Körper nach hinten (Vorspannung der Muskulatur) und optimiert so die Voraussetzungen für die Ausführung der nachfolgenden Hauptphase. Sie ist der wesentliche Abschnitt des gesamten Bewegungsablaufes (Abwurf des Balles, Ausführen der Schlagtechnik die zum Brechen des Brettes führt). Den Abschluss der Bewegung bildet die sog. Endphase. Muss der Sportler nach Ausführung der Hauptphase noch gewisse Regeln einhalten (Verbot des Übertretens einer Linie, exakte Stellung nach dem Bruchtest), so spricht man von einer aktiven Endphase, anderenfalls von einer passiven.
Zyklische und azyklische Bewegungsabläufe können kombiniert bei einer Sportart vorkommen (z. B. beim Fußball).